# Fernán Pérez de Guzmán
Fernán Pérez de Guzmán, född 1378, död 1460, var en spansk skald.
Pérez de Guzmán, som var en av sin tids yppersta representanter för den didaktiska poesin, fullföljde sin släkting Pedro López de Ayalas traditioner som lyriker efter italienska förebilder i Coronación de las quatro virtudes, Confesión rimada, Cient triadas, Himnos á loor de Nuestra Señora med mera. Värda att nämna är för övrigt Proverbios, Loores de los claros varones och 'Floresta de los filosofos, en diger samling filosofiska och politiska sentenser. Den största lagern skördade Pérez de Guzmán emellertid på historiens område genom sin Mar de historias i tre avdelningar, varav den första handlar om kejsare och kungar från Alexander den store till kung Artur, från Karl den store till Gottfrid av Bouillon och den andra om helgon och vise, båda bearbetningar efter Guido delle Colonne. Tredje avdelningen, Generaciones y semblanzas, är ett av de främsta porträttgallerierna i Spanien, där med nästan moderna psykologiska metoder personer tecknas med sanningens hela djärvhet, opartiskt och strängt på en klar, kraftig kastilianska. Pérez de Guzmáns poesi återfinns i Cancionero de Baena och i Rivadeneiras Biblioteca de autores españoles (band 68), och i Nationalbiblioteket i Madrid förvaras hans stora manuskriptsamling. Pérez de Guzmán är intagen i Spanska akademiens Catálogo de autoridades de la lengua.